# إنلتون مينيزيس دو ميراندا
إنلتون مينيزيس دو ميراندا (بالبرتغالية: Enílton‏) (11 أكتوبر 1977 في البرازيل – )؛ هو لاعب كرة قدم كان يلعب كمهاجم.

## وصلات خارجية
- إنلتون مينيزيس دو ميراندا على موقع رابطة كرة القدم اليابانية للمحترفين (اليابانية)
- إنلتون مينيزيس دو ميراندا على موقع قاعدة بيانات كرة القدم.إي يو (الإنجليزية)
- إنلتون مينيزيس دو ميراندا على موقع Soccerway.com (الإنجليزية)
- إنلتون مينيزيس دو ميراندا على موقع عالم كرة القدم.نت (الإنجليزية)